# Vahitahi
Vahitahi (abans Les Quatre Facardins i Lagoon) és un atol de les Tuamotu, a la Polinèsia Francesa. Administrativament és una comuna associada a la comuna de Nukutavake. L'atol Akiaki n'és una dependència. Està situat a 50 km al nord de Nukutavake.

## Geografia
Té una superfície terrestre de 2,5 km², i una llacuna de 7,4 km² sense cap pas navegable però amb nombrosos canals entre l'oceà i l'interior.
La vila principal és Mohitu (abans anomenada Temanufaara). La població total era de 103 habitants al cens del 2002. Disposa d'un aeròdrom.

## Història
Va ser la primera illa que va trobar al Pacífic el francès Bougainville, el 1768, en el seu viatge de circumnavegació. Li va recordar el nom d'una famosa novel·la de l'època: Les Quatre Facardins. L'any següent també va ser la primera illa que va trobar l'anglès James Cook en el seu primer viatge, a més del primer atol, que va anomenar Lagoon Island.